# Stop précarité
Stop précarité est une association, regroupant notamment des salariés précaires, des syndicalistes et militants d'appartenances diverses (CGT, SUD, CNT, ATTAC, AC !, CIP-IDF…), et des chercheurs concernés par le développement de formes précaires d'emploi (restauration rapide, nettoyage, commerce, intermittents du spectacle, enseignants et vacataires d'universités et écoles de commerce, CDD à répétition dans le secteur public, temps partiel subi…). Si elle existe de manière informelle depuis 2001, elle s'est officiellement structurée en association en avril 2004.
Le mouvement s'est fait connaître avec les longues grèves des restaurants Mac Donald's parisiens des boulevards Strasbourg-Saint-Denis ou Saint-Michel, et par ses méthodes de lutte innovante (occupation d'autres unités, de sièges divers, actions surprise spectaculaires...) mobilisant parfois le détournement humoristique: dépôt de gerbe au précaire inconnu sous l’Arc de triomphe, défilé de mode des travailleurs précaires aux Beaux-Arts... L'organisation s'attaque notamment à l'image des entreprises dans lesquelles ses membres sont en conflit, grâce à des visuels accrocheurs.
Une autre de ses caractéristiques est l'adoption d'une forme d'organisation en réseau. Cette option apparaît aussi comme un choix idéologique rompant avec le centralisme et la verticalité qui caractérisent les structures de tailles plus importantes. Notre réseau a une forme souple, ce sont les conflits qui le font vivre ; nous ne voulons pas recréer une grosse bureaucratie, tendance que nous dénonçons dans nos fédérations précise l'un de ses membres.
Depuis 2003, l'association organise, avec le soutien de l'Union syndicale Solidaires, des cours gratuits de droit du travail tous les premiers lundis du mois à la Bourse du travail de Paris, donnés par des syndicalistes de Solidaires, CGT, CNT notamment et par des juristes du travail bénévoles. Elle publie gratuitement depuis 2014, tous les mois ou tous les 15 jours, un bulletin "Actualités des luttes des précaires" et du droit du travail. Elle entretient des contacts étroits avec les chercheurs spécialistes de la précarité, qui participent à son parrainage, et organise périodiquement des débats salariés, avec ou sans emploi, et chercheurs. Elle prévoit d'élargir ce bulletin à l'actualité des luttes de précaires en Europe, et de créer un bulletin trimestriel "Actualités de la recherche sur la précarité". Enfin certains de ses membres ont créé en février 2011 un second réseau d'information et de lutte contre la souffrance au travail, Stop Stress Management, sur le même principe de gratuité et d'ouverture, qui a organisé douze débats sur les moyens de lutter contre le néo-management par la rentabilité, et va publier un guide "Désobéir au néo-management", après son guide "Désobéir à la précarité" publié en 2011 par les Désobéissants dans la collection Le Passager Clandestin.
Depuis 2013, l'association est aussi à Bordeaux.

## Personnalités membres de Stop précarité
- Évelyne Perrin
- Abdel Mabrouki
- Latifa Abed
- Lionel Mazzoleni
- Faty Mayant
- Aurianne Cothenet
- Cécile Drilleau
- Armelle Gorgeu
- Sabine Rakotobe